# 入山亭
29°41′04.6″N 121°14′09.5″E / 29.684611°N 121.235972°E
入山亭位于浙江省宁波市奉化区溪口镇入山亭村东，雪窦东南山麓登山入口处。建筑始建于1055年（宋至和二年），为雪窦寺僧达观颖所见，初名雪窦亭。1335年（元至元六年）僧石室瑛重建，明万历年间，更名为雪窦禅关亭，清代始称入山亭，相传唐寅曾过此亭并题额。1934年杜月笙陪同蒋中正登雪窦山时，出资重建为五开间新亭。1941年4月，该亭被侵华日军烧毁，1945年冬杜月笙再次出资原样重建。现存入山亭面阔五间深三间，重檐歇山顶，占地面积236平方米，2016年7月11日公布为奉化市文物保护单位。